# Gibert Jeune
Gibert Jeune war Teil einer 1888 von Joseph Gibert gegründeten Reihe von Buchhandlungen mit Sitz am Quai Saint-Michel im 5. Arrondissement von Paris.

## Geschichte
Gibert Jeune ist aus Gibert Joseph hervorgegangen und hat demnach mit dieser Unternehmensgruppe denselben Ursprung. Als Joseph Gibert 1886 in Paris ankam, hat er zwei Jahre später am Boulevard Saint-Michel eine Buchhandlung gegründet. Als ehemaliger Lehrer der klassischen Literatur (französisch professeur de lettres classiques) am Collège Saint-Michel von Saint-Étienne, danach Bouquiniste an den Ufern der Seine (Quai Saint-Michel), besaß er jetzt einen Buchladen, der auf den Verkauf von gebrauchten Schulbüchern spezialisiert war. Als Jules Ferry die allgemeine Schulpflicht einführte, nahm das Unternehmen seinen Aufschwung. 1915 folgten die beiden Söhne ihrem Vater in der Geschäftsführung.

### Die Trennung
1929 trennte sich der jüngere Bruder, Joseph, und eröffnete seine eigene Buchhandlung im Haus 30, Boulevard Saint-Michel (gegenwärtig eine Schreibwarenhandlung).
Régis, der ältere Bruder, behielt die Buchhandlung am Quai Saint–Michel unter dem Namen Gibert Jeune. Gibert Jeune entwickelte sich weiter am Place Saint–Michel, das Geschäft dehnte sich auf mehreren Etagen aus und eröffnete neue Läden an anderen Adressen.
Am 4. Februar 1986 wurde das Geschäft durch ein Attentat der Gruppe CSPPA verwüstet.
Der Umsatz von Gibert Jeune betrug 2016 ungefähr 24 Mio. €.
Im April 2017 kam Gibert Jeune in finanzielle Schwierigkeiten und nahm mit Gibert Joseph Verhandlungen zur Übernahme auf. Im November 2017 genehmigte die Wettbewerbsbehörde die Fusion von Gibert Joseph und Gibert Jeune.

### Geschlossen

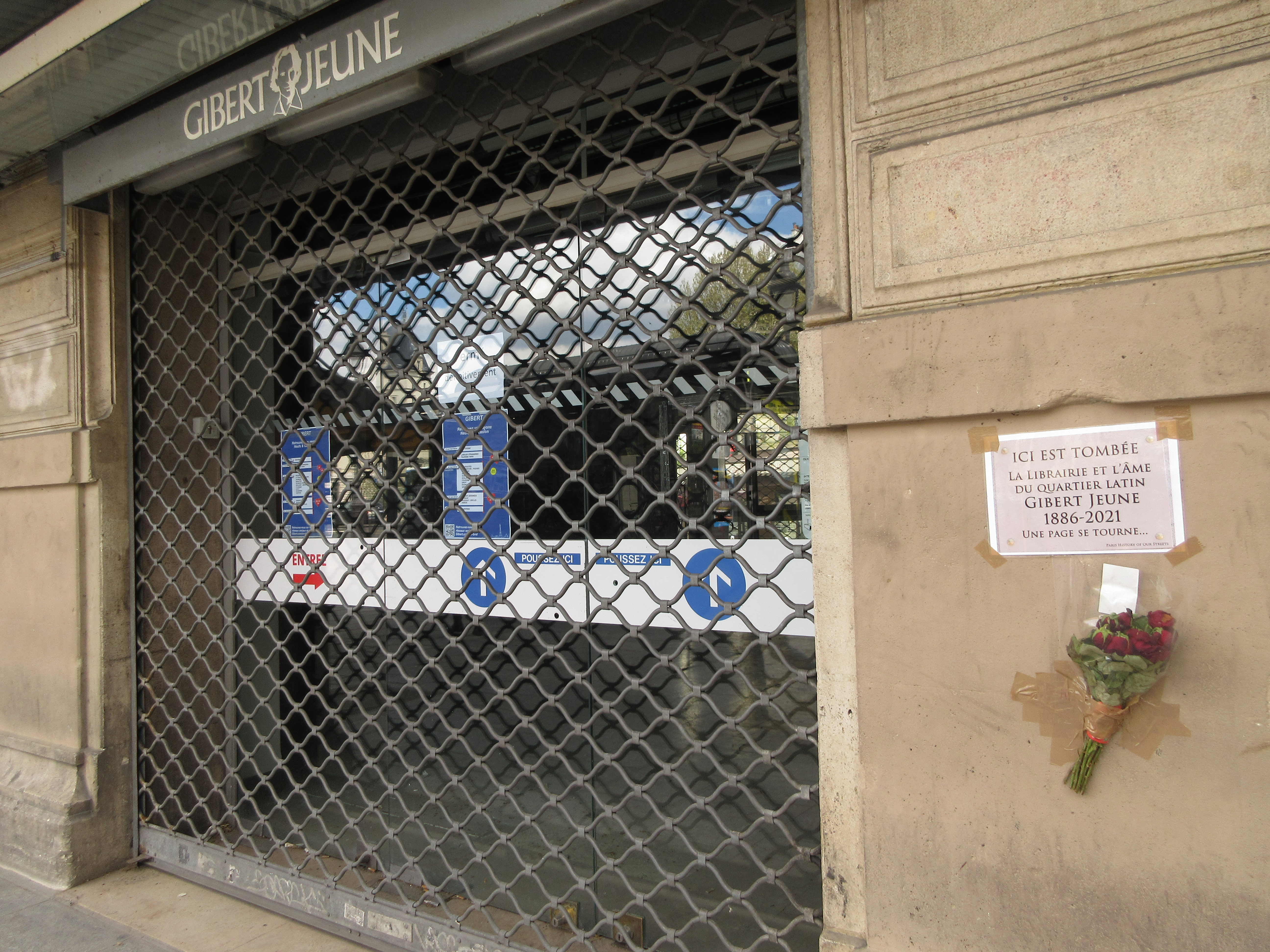
Schließung der Buchhandlungen von Gibert Jeune (2021)

Als 2020 in Folge der Pandemie an der Place Saint-Michel die Touristen ausblieben, wurde die hiesige Filiale von Gibert Jeune geschlossen.

## 9 ursprüngliche Geschäfte in Paris und ihre Spezialisierung
- 23, Quai Saint-Michel: Esoterik – Religionen – Spiritualität
- 27, Quai Saint-Michel: Schulliteratur, vom Kindergarten bis zum Abitur – Büchermarkt
- 2, Place Saint-Michel: Abverkauf (gebraucht oder im Bündel)
- 4, Place Saint-Michel: Schreibwaren – Zeichenvorlagen
- 5, Place Saint-Michel: Comics – Jugendliteratur – Kunstbände – Führer für Reise und Freizeit – Literatur – Wissenschaft
- 6, Place Saint-Michel: Sprachen – Erstausgaben – Philosophie
- 10, Place Saint-Michel: Recht – Wirtschaft – Verwaltung – Medizin – Naturwissenschaft
- 15 bis, Boulevard Saint-Denis: Bücherei – Schreibwaren – Bücherbörse